# Trematomus nicolai
Trematomus nicolai és una espècie de peix pertanyent a la família dels nototènids.

## Descripció
- Pot arribar a fer 36 cm de llargària màxima.
- Cos de color marró amb franges transversals fosques i petites taques disperses i fosques.
- 4-5 espines a l'aleta dorsal i 31-35 radis tous a l'anal.
- Aletes fosques.[6][7][8]

## Alimentació
Menja principalment amfípodes, peixos, larves de mol·luscs i, en menor mesura, poliquets i Mysida.

## Depredadors
A l'Antàrtida és depredat per Gymnodraco acuticeps.

## Hàbitat
És un peix d'aigua marina, demersal i de clima polar (65°S-78°S) que viu entre 1-420 m de fondària.

## Distribució geogràfica
Es troba a l'oceà Antàrtic: l'est de l'Antàrtida (llevat de la península Antàrtica), el mar de Weddell, la Terra Adèlia, les illes Shetland del Sud i les illes Òrcades del Sud.

## Observacions
És inofensiu per als humans.